# Ekmania
Ekmania is een geslacht van zeekomkommers uit de familie Cucumariidae.

## Soorten
- Ekmania barthii (Troschel, 1846)
- Ekmania cylindricus (Ohshima, 1915)
- Ekmania glaucum (Ohshima, 1915)